# Smoke + Mirrors
Smoke + Mirrors é o segundo álbum de estúdio da banda americana de rock Imagine Dragons. Produzido pelo próprio grupo, com auxílio do produtor inglês Alexander Grant, o disco foi lançado pela gravadora Interscope Records a 17 de fevereiro de 2015 nos Estados Unidos.

## Faixas
| CD             |                        |         |  |
| N.º            | Título                 | Duração |  |
| 1.             | "Shots"                | 3:52    |  |
| 2.             | "Gold"                 | 3:36    |  |
| 3.             | "Smoke and Mirrors"    | 4:20    |  |
| 4.             | "I'm So Sorry"         | 3:50    |  |
| 5.             | "I Bet My Life"        | 3:14    |  |
| 6.             | "Polaroid"             | 3:51    |  |
| 7.             | "Friction"             | 3:21    |  |
| 8.             | "It Comes Back To You" | 3:37    |  |
| 9.             | "Dream"                | 4:18    |  |
| 10.            | "Trouble"              | 3:12    |  |
| 11.            | "Summer"               | 3:38    |  |
| 12.            | "Hopeless Opus"        | 4:01    |  |
| 13.            | "The Fall"             | 6:05    |  |
| Duração total: | Duração total:         | 50:55   |  |

| Smoke + Mirrors (Edição deluxe) |                  |         |  |
| N.º                             | Título           | Duração |  |
| 14.                             | "Thief"          | 3:47    |  |
| 15.                             | "The Unknown"    | 3:24    |  |
| 16.                             | "Second Chances" | 3:37    |  |
| 17.                             | "Release"        | 2:28    |  |
| Duração total:                  | Duração total:   | 64:11   |  |

| Smoke + Mirrors (Edição deluxe internacional) |                                                      |         |  |
| N.º                                           | Título                                               | Duração |  |
| 18.                                           | "Warriors" (de League of Legends World Championship) | 2:50    |  |
| Duração total:                                | Duração total:                                       | 67:01   |  |

| Smoke + Mirrors (Super edição deluxe) |                                                   |         |  |
| N.º                                   | Título                                            | Duração |  |
| 19.                                   | "Battle Cry" (de Transformers: Age of Extinction) | 4:33    |  |
| 20.                                   | "Monster" (de Infinity Blade III)                 | 4:09    |  |
| 21.                                   | "Who We Are" (de The Hunger Games: Catching Fire) | 4:10    |  |
| Duração total:                        | Duração total:                                    | 79:55   |  |

| Smoke + Mirrors Physical Super Deluxe (Disco 2) |                                                      |         |  |
| N.º                                             | Título                                               | Duração |  |
| 1.                                              | "Thief"                                              | 3:47    |  |
| 2.                                              | "The Unknown"                                        | 3:24    |  |
| 3.                                              | "Second Chances"                                     | 3:37    |  |
| 4.                                              | "Release"                                            | 2:28    |  |
| 5.                                              | "Warriors" (de League of Legends World Championship) | 2:50    |  |
| 6.                                              | "Battle Cry" (de Transformers: Age of Extinction)    | 4:33    |  |
| 7.                                              | "Monster"                                            | 4:09    |  |
| 8.                                              | "Who We Are" (de The Hunger Games: Catching Fire)    | 4:10    |  |
| Duração total:                                  | Duração total:                                       | 29:00   |  |

## Tabelas musicais
| Paradas (2015)                    | Melhor posição |
| --------------------------------- | -------------- |
| Alemanha (Media Control)          | 3              |
| Austrália (ARIA)                  | 4              |
| Áustria (Ö3 Austria Top 40)       | 5              |
| Bélgica Valônia (Ultratop 40)     | 70             |
| Países Baixos (Dutch Charts)      | 6              |
| Irlanda (IRMA)                    | 6              |
| Nova Zelândia (Recorded Music NZ) | 4              |
| Suécia (Sverigetopplistan)        | 21             |
| Suíça (Schweizer Hitparade)       | 3              |
| Reino Unido (UK Albums Chart)     | 1              |
| Estados Unidos (Billboard 200)    | 1              |

Certificações
| País                                                  | Fornecedor | Certificação | Vendas/Streaming |
| ----------------------------------------------------- | ---------- | ------------ | ---------------- |
| Estados Unidos                                        | RIAA       | Platina      | 1.000.000‡       |
| Reino Unido                                           | BPI        | 2× Platina   | 300.000‡         |
| ‡ vendas e streaming baseados apenas na certificação. |            |              |                  |

## Créditos
Imagine Dragons
- Dan Reynolds – vocal, percussão
- Wayne Sermon – guitarra
- Ben McKee – baixo
- Daniel Platzman – bateria